# Beli pelin
Beli pelin (znanstveno ime Artemisia lactiflora je trajnica iz rodu pelina, ki je razširjena tudi v Sloveniji.

## Opis
Znanstveno ime lactiflora pove, da ima rastlina mlečno bele cvetove zaradi česar se pogosto goji kot okrasna rastlina.
Zraste do 150 cm v višino in cveti dvakrat letno, poleti in jeseni.